# تاک شیری کارولینا
تاک شیری کارولینا (نام علمی: Matelea carolinensis) نام یک گونه از سرده تاک شیری است.